# Митчел, Доналд (музыковед)
Доналд Чарлз Питер Митчел (англ. Donald Charles Peter Mitchell; 6 февраля 1925 — 28 сентября 2017) — английский музыковед и музыкальный критик.
Окончил Далидж-колледж, в 1943 году по достижении призывного возраста заявил о своём отказе от призыва по идейным соображениям и до конца Второй мировой войны служил в Корпусе некомбатантов. После войны преподавал в одной из лондонских школ, в 1949—1950 гг. учился в Даремском университете.
В 1947 году основал журнал музыкальной критики Music Survey, завоевавший особенно прочное признание профессионального сообщества в 1949—1952 гг., когда соредактором Митчела стал Ханс Келлер. Журнал прославился придирчивостью и агрессивной пропагандой творчества Арнольда Шёнберга и Бенджамина Бриттена. В 1950-е гг. Митчел публиковался как критик в журналах Musical Times и Musical Opinion, в 1958—1962 гг. был главным редактором журнала Tempo. В 1965 г. основал музыкальное издательство Faber Music и вплоть до 1995 г. входил в его руководство (с 1988 г. президент). В 1972—1976 гг. профессор Сассексского университета.
Основной труд Митчела — четырёхтомное собрание очерков о жизни и творчестве Густава Малера (1958—2007); Митчел также подготовил «Путеводитель по Малеру» (англ. The Mahler Companion; 1999). Многолетнее сотрудничество с Бриттеном материализовалось в несколько книг о нём, в том числе «Бриттен и Оден в 1930-е» (англ. Britten and Auden in the Thirties). Под редакцией Митчела вышло шеститомное собрание избранных писем Бриттена. После смерти композитора Митчел возглавлял его мемориальный фонд.
Кавалер Ордена Британской империи (2000).